# Vuk Rašović
Vuk Rašović (in serbo Вук Рашовић?; Dortmund, 3 gennaio 1973) è un allenatore di calcio ed ex calciatore serbo, di ruolo difensore, tecnico dell'Ittihad Kalba.

## Caratteristiche tecniche
Rašović era un terzino.

## Carriera

### Giocatore

#### Club
Nato a Dortmund in Germania, si trasferisce giovane in Jugoslavia finendo per giocare nelle giovanili Partizan. Entra solo una volta in campo nella stagione 1992-1993, dove la squadra vince il campionato. In seguito la squadra vincerà la Coppa. Nel 1993 passa al Rad, squadra della capitale jugoslava. Vi rimane sino al 1997, dove si ritaglia un posto da titolare. Lo Slavia Sofia acquista il calciatore che quindi va a giocare in Bulgaria. Nel 1998, una stagione dopo, torna in patria al Partizan Belgrado, la squadra che l'aveva lanciato nel professionismo. Il Partizan gli affida questa volta un ruolo da titolare nella squadra, che in tre stagioni vincerà due campionati e due coppe nazionali. Nel 2002 il giocatore passa al Kryl'ja Sovetov Samara, per giocare in Premjer Liga, campionato russo. Per la sua ultima stagione gioca a Kansas City, Missouri con gli Wizards nella MLS. L'ultimo titolo nella sua carriera da calciatore è l'US Open Cup.

#### Nazionale
Disputa solo cinque incontri con la Jugoslavia tra il 1997 e il 2001.

### Allenatore
Comincia ad allenare le giovanili del Partizan, prima di essere promosso ad assistente allenatore nel 2009 sempre al Partizan.

## Statistiche

### Presenze e reti nei club
| Stagione               | Squadra                | Campionato             | Campionato | Campionato | Totale | Totale |
| Stagione               | Squadra                | Comp                   | Pres       | Reti       | Pres   | Reti   |
| ---------------------- | ---------------------- | ---------------------- | ---------- | ---------- | ------ | ------ |
| 1992-93                | Partizan               | CJ                     | 1          | 0          | 1      | 0      |
| 1993-94                | Partizan               | CJ                     | 0          | 0          | 0      | 0      |
| 1994-95                | Rad Belgrado           | CJ                     | 27         | 1          | 27     | 1      |
| 1995-96                | Rad Belgrado           | CJ                     | 28         | 2          | 28     | 2      |
| 1996-97                | Rad Belgrado           | CJ                     | 27         | 3          | 27     | 3      |
| Totale Rad             | Totale Rad             | Totale Rad             | 82         | 6          | 82     | 6      |
| 1997-98                | Slavia Sofia           | APFG                   | 24         | 0          | 24     | 0      |
| 1998-99                | Partizan               | CJ                     | 26         | 1          | 26     | 1      |
| 1999-00                | Partizan               | CJ                     | 18         | 0          | 18     | 0      |
| 2000-01                | Partizan               | CJ                     | 30         | 0          | 30     | 0      |
| 2001-02                | Partizan               | CJ                     | 26         | 0          | 26     | 0      |
| Totale Partizan        | Totale Partizan        | Totale Partizan        | 110        | 6          | 110    | 6      |
| 2002                   | Kryl'ja Sovetov Samara | PL                     | 11         | 0          | 11     | 0      |
| 2003                   | Kryl'ja Sovetov Samara | PL                     | 0          | 0          | 0      | 0      |
| Totale Kryl'ja Sovetov | Totale Kryl'ja Sovetov | Totale Kryl'ja Sovetov | 11         | 0          | 11     | 0      |
| 2004                   | K.C. Wizards           | MLS                    | 1          | 0          | 1      | 0      |
| Totale carriera        | Totale carriera        | Totale carriera        | 219        | 12         | 219    | 12     |

### Cronologia presenze e reti in Nazionale
| Cronologia completa delle presenze e delle reti in nazionale ― Jugoslavia | Cronologia completa delle presenze e delle reti in nazionale ― Jugoslavia | Cronologia completa delle presenze e delle reti in nazionale ― Jugoslavia | Cronologia completa delle presenze e delle reti in nazionale ― Jugoslavia | Cronologia completa delle presenze e delle reti in nazionale ― Jugoslavia | Cronologia completa delle presenze e delle reti in nazionale ― Jugoslavia | Cronologia completa delle presenze e delle reti in nazionale ― Jugoslavia | Cronologia completa delle presenze e delle reti in nazionale ― Jugoslavia |
| Data                                                                      | Città                                                                     | In casa                                                                   | Risultato                                                                 | Ospiti                                                                    | Competizione                                                              | Reti                                                                      | Note                                                                      |
| ------------------------------------------------------------------------- | ------------------------------------------------------------------------- | ------------------------------------------------------------------------- | ------------------------------------------------------------------------- | ------------------------------------------------------------------------- | ------------------------------------------------------------------------- | ------------------------------------------------------------------------- | ------------------------------------------------------------------------- |
| 14-6-1997                                                                 | Suwon                                                                     | Egitto                                                                    | 0 – 0                                                                     | Jugoslavia                                                                | Corea Cup                                                                 | -                                                                         |                                                                           |
| 16-6-1997                                                                 | Seul                                                                      | Corea del Sud                                                             | 1 – 1                                                                     | Jugoslavia                                                                | Corea Cup                                                                 | -                                                                         |                                                                           |
| 13-12-2000                                                                | Xanthi                                                                    | Grecia                                                                    | 1 – 1                                                                     | Jugoslavia                                                                | Amichevole                                                                | -                                                                         |                                                                           |
| 14-1-2001                                                                 | Kochi                                                                     | Bosnia ed Erzegovina                                                      | 1 – 1                                                                     | Jugoslavia                                                                | Amichevole                                                                | -                                                                         |                                                                           |
| 16-1-2001                                                                 | Kochi                                                                     | Bangladesh                                                                | 1 – 4                                                                     | Jugoslavia                                                                | Amichevole                                                                | 1                                                                         |                                                                           |
| 20-1-2001                                                                 | Margao                                                                    | Romania                                                                   | 0 – 2                                                                     | Jugoslavia                                                                | Amichevole                                                                | -                                                                         |                                                                           |
| 23-1-2001                                                                 | Kolkata                                                                   | Giappone                                                                  | 0 – 1                                                                     | Jugoslavia                                                                | Amichevole                                                                | -                                                                         |                                                                           |
| 25-1-2001                                                                 | Kolkata                                                                   | Jugoslavia                                                                | 2 – 0                                                                     | Bosnia ed Erzegovina                                                      | Amichevole                                                                | -                                                                         |                                                                           |
| 28-6-2001                                                                 | Tokyo                                                                     | Paraguay                                                                  | 2 – 0                                                                     | Jugoslavia                                                                | Kirin Cup                                                                 | -                                                                         |                                                                           |
| 4-7-2001                                                                  | Oita                                                                      | Giappone                                                                  | 1 – 0                                                                     | Jugoslavia                                                                | Kirin Cup                                                                 | -                                                                         |                                                                           |
| Totale                                                                    |                                                                           | Presenze                                                                  | 10                                                                        |                                                                           | Reti                                                                      | 1                                                                         |                                                                           |

### Statistiche da allenatore
Statistiche aggiornate al 23 febbraio 2023. In grassetto le competizioni vinte.
| Stagione        | Squadra         | Campionato      | Campionato | Campionato | Campionato | Campionato | Coppe nazionali | Coppe nazionali | Coppe nazionali | Coppe nazionali | Coppe nazionali | Coppe continentali | Coppe continentali | Coppe continentali | Coppe continentali | Coppe continentali | Altre coppe | Altre coppe | Altre coppe | Altre coppe | Altre coppe | Totale | Totale | Totale | Totale | % Vittorie | Piazzamento |
| Stagione        | Squadra         | Comp            | G          | V          | N          | P          | Comp            | G               | V               | N               | P               | Comp               | G                  | V                  | N                  | P                  | Comp        | G           | V           | N           | P           | G      | V      | N      | P      | %          | Piazzamento |
| --------------- | --------------- | --------------- | ---------- | ---------- | ---------- | ---------- | --------------- | --------------- | --------------- | --------------- | --------------- | ------------------ | ------------------ | ------------------ | ------------------ | ------------------ | ----------- | ----------- | ----------- | ----------- | ----------- | ------ | ------ | ------ | ------ | ---------- | ----------- |
| 2020-feb. 2021  | Al-Wahda        | UAEPL           | 20         | 7          | 8          | 5          | AGC             | 2               | 0               | 0               | 2               | -                  | -                  | -                  | -                  | -                  | -           | -           | -           | -           | -           | 22     | 7      | 8      | 7      | 31,82      | Eson.       |
| 2021-2022       | Al-Fayha        | SPL             | 30         | 8          | 11         | 11         | KCC             | 4               | 3               | 1               | 0               | -                  | -                  | -                  | -                  | -                  | -           | -           | -           | -           | -           | 34     | 11     | 12     | 11     | 32,35      | 10º         |
| 2022-2023       | Al-Fayha        | SPL             | 30         | 8          | 9          | 13         | KCC             | 2               | 1               | 1               | 0               | -                  | -                  | -                  | -                  | -                  | SS          | 2           | 1           | 0           | 1           | 34     | 10     | 10     | 14     | 29,41      | 11º         |
| 2023-2024       | Al-Fayha        | SPL             | 34         | 11         | 11         | 12         | KCC             | 2               | 1               | 0               | 1               | ACL                | 8                  | 3                  | 0                  | 5                  | -           | -           | -           | -           | -           | 44     | 15     | 11     | 18     | 34,09      | 9º          |
| Totale Al-Fayha | Totale Al-Fayha | Totale Al-Fayha | 94         | 27         | 31         | 36         |                 | 8               | 5               | 2               | 1               |                    | 8                  | 3                  | 0                  | 5                  |             | 2           | 1           | 0           | 1           | 112    | 36     | 33     | 43     | 32,14      |             |
| Totale carriera | Totale carriera | Totale carriera | 114        | 34         | 39         | 41         |                 | 10              | 5               | 2               | 3               |                    | 8                  | 3                  | 0                  | 5                  |             | 2           | 1           | 0           | 1           | 134    | 43     | 41     | 50     | 32,09      |             |

## Palmarès

### Giocatore

#### Competizioni nazionali
- Campionato serbo: 3

Partizan: 1992-1993, 1998-1999, 2001-2002
- Coppa di Jugoslavia: 3

Partizan: 1991-1992, 1997-1998, 2000-2001
- U.S. Open Cup: 1

Kansas City Wizards: 2004

### Allenatore
- Coppa del Re dei Campioni: 1

Al Fayha: 2021-2022